# Parlavà
Parlavà est une commune de la province de Gérone, en Catalogne, en Espagne, de la comarque de Baix Empordà